# Карбан Іван Іванович
Іван Іванович Карбан (нар. 17 листопада 1921, село Безбородьки, тепер Золотоніського району Черкаської області — ?) — український радянський діяч, секретар Ровенського обласного комітету КПУ, 1-й секретар Корецького і Острозького районних комітетів КПУ Рівненської області.

## Життєпис
З вересня 1940 року — в Червоній армії, учасник німецько-радянської війни з травня 1942 року. Служив у 123-му окремому мінометному дивізіоні, 16-му гвардійському мінометному полку, 682-му артилерійському полку, був командиром батареї 120 мм. мінометів 806-го стрілецького полку 235-ї стрілецької дивізії.
Член ВКП(б) з 1942 року.
До 1955 року — голова виконавчого комітету Гощанської районної ради депутатів трудящих Рівненської області.
У 1955 — грудні 1962 року — 1-й секретар Корецького районного комітету КПУ Рівненської області.
З січня 1963 року — голова виконавчого комітету Гощанської районної ради депутатів трудящих Рівненської області.
У січні 1965 — березні 1971 року — 1-й секретар Острозького районного комітету КПУ Рівненської області.
12 лютого 1971 — 27 вересня 1985 року — секретар Ровенського обласного комітету КПУ.
З вересня 1985 року — на пенсії.

## Звання
- лейтенант
- старший лейтенант
- капітан
- підполковник
- полковник

## Нагороди
- орден Вітчизняної війни І ст. (6.04.1985)
- два ордени Вітчизняної війни ІІ ст. (14.07.1944, 20.07.1944)
- орден Червоного Прапора (27.11.1944)
- орден Червоної Зірки (31.03.1943)
- орден «Знак Пошани» (26.02.1958)
- ордени
- медаль «За перемогу над Німеччиною у Великій Вітчизняній війні 1941—1945 рр.» (1945)
- медалі